# Arbetare (insekt)
| Arbetare |
| --- |
| Sju arbetare hos bladskärarmyror till vänster, med två drottningar till höger. - Betydelse – samhällsklass (kast) hos samhällsbildande insekter - Funktion – sterila samhällstjänare; oftast honor - Biologi – gaddsteklarnas äggläggningsrör har ombildats till giftgadd |

Arbetare är benämningen på en icke-reproducerande individ hos samhällsbildande insekter. Den arbetar för samhället men fortplantar sig inte själv. Hos bland annat myror kännetecknas en sådan individ av vinglöshet.

## Förekomst och identitet
Den här typen av samhällsindivider förekommer hos samhällsbildande (sociala) insekter som bin (arbetsbi), myror (arbetsmyra) och termiter. Alla dessa ingår i de två stora insektsordningarna steklar och termiter.
För det mesta är arbetarna parningsodugliga honor. Detta gäller hos samhällsbildande steklar som myror, getingar och en del bin. Termiternas arbetare består dock både av hanar och honor. Arbetarna är i regel nära släkt, genom att de är barn av samma hona/drottning.

### Kast och biologi
Arbetare är en av de eusociala insekternas kaster, där andra kaster kan vara soldater, drönare och drottningar (se även bidrottning). Arbetarna är oftast mindre till storleken än andra kaster, och deras äggläggningsrör har bland annat hos gaddsteklar omvandlats till gaddar av olika slag. I en del fall, inklusive hos många myror, har gadden sedan tillbakabildats.

## Samhällsfunktion
Arbetarna utgör den största delen av mängden individer i ett insektssamhälle. Bland deras funktion finns att samla in mat till samhället, inklusive till drottningen och hennes äggkammare (hos honungsbin benämnd honungskaka). De bygger även upp och underhåller samhällets bostäder, vilka hos myror och termiter kan bli ansenligt stora stackar.

### Sociala getingar
Hos getingar överlever endast de parade honor som föds under sensommaren, medan övriga samhällsindivider dör inför vintern. Befruktade drottningar övervintrar och letar under våren upp en lämplig boplats. Där bygger hon äggkammaren till sin första kull, vilket kan bestå av upp till ett tjugotal arbetare. Därefter tar arbetarna över insamlingen av föda och skötseln av nästa generation larver, medan drottningen övergår till en verksamsamhet som äggläggningsindivid.